# Герб Завитинского района
Герб Завитинского района Амурской области — официальный символ района.
Герб утверждён Решением № 169/24 Завитинского районного Совета народных депутатов 20 апреля 2011 года.
Герб внесён в Государственный геральдический регистр Российской Федерации под номером 6920.

## Описание герба
«В пересечённом зелёно-золотом поле, поверх деления — лазорево-серебряный волнистый пояс, пересечённый в виде бегущих влево волн и тонко окаймлённый переменными цветами; вверху пояс сопровожден тремя серебряными восьмилучевыми звездами».

Герб Завитинского района может воспроизводиться со статусной короной установленного образца в соответствии с пунктами 45-46 главы VIII раздела 2 Методических рекомендаций по разработке и использованию официальных символов муниципальных образований (утверждено Геральдическим советом при Президенте Российской Федерации 28 июня 2006 года).

## Описание символики
Волнистый пояс с барашками-завитками бегущих волн — гласный символ названия района, полученного от административного центра района города Завитинск, название которого происходит от речки Завитая, протекающей по территории района.
История заселения Завитинского района связана с сельскохозяйственным освоением Амурской области. Жители района продолжают занятия своих предков — выращивание сельскохозяйственных культур, рыболовство и охота. На территории района выращивают многие зерновые культуры. Об этом говорит золотое поле щита — подобное полю созревшего урожая.
Три серебряные звезды, схожие с золотыми звездами герба Амурской области — символизируют принадлежность Завитинского района к этой области.
Звёзды в геральдике — символ путеводности, стремления вперёд. В гербе Завитинского района звезды символизируют направленность района в будущее, способность района к дальнейшему развитию.
Зелёный цвет символизирует природу, весну, здоровье, молодость и надежду.
Золото — символ высшей ценности, величия, великодушия, богатства, урожая.
Лазурь — символ возвышенных устремлений, искренности, преданности, возрождения.
Серебро — символ чистоты, открытости, божественной мудрости, примирения.

## История герба
В 2010 году администрация района объявила конкурса на разработку эскизов герба и флага муниципального образования — Завитинский район. В конкурсе приняли участие жители района, инициативные группы, творческие коллективы. Конкурсная комиссия призовые места участникам конкурса не присудила.
Герб района был разработан Союзом геральдистов России на основе лучших эскизных проектов гербов, отобранных конкурсной комиссией района. Например, барашки-завитки бегущих волн из рисунка школьника Никиты Кондратюка, вошли в композицию герба, как гласный символ названия района.
20 апреля 2011 года герб Завитинского района был утверждён.
Авторы герба: идея герба — Молодёжный совет при главе Завитинского района; геральдическая доработка — Константин Мочёнов (Химки); художник и компьютерный дизайн — Ольга Салова (Москва);